# Alejandro Restrepo
Alejandro Restrepo Mazo (ur. 30 stycznia 1982 w Medellín) – kolumbijski trener piłkarski, od 2024 roku prowadzi Independiente Medellín.